# Плотина Лам-Тахонг
Плотина Лам-Тахонг (тайск. เขื่อนลำตะคอง) — крупное гидротехническое сооружение на реке Лам-Тахонг в районе Сикхио, провинции Накхон Ратчасима, Таиланд. Дамба плотины, представляет собой заполненной землей сооружение, построенное в 1974 году для орошения и водоснабжения сельскохозяйственных земель. После 2002 года водный бассейн, получившийся в результате сооружения плотины, служит в качестве нижнего резервуара для гидроаккумулирующей электростанции Лам Такхонг. В Таиланде это первая электростанция такого типа.

## История
Строительство плотины на реке на реке Лам-Тахонг началось в 1969 году и было завершено в 1974 году. В 1975 году был предложен усовершенствованный проект сооружения. В 1989-1991 годах японское агентство международного сотрудничества финансировало технико-экономическое обоснование нового проекта плотины. Ученые университета Хон Каен провели оценку воздействия сооружения на окружающую среду, с 1991 по 1994 год был утвержден проект модернизации сооружения. Проект должен был быть реализован с окончательной мощностью генераторов электроэнергии в 500 МВт. Первый этап строительства начался в декабре 1995 года и был завершен в 2001 году. В августе 2002 года были введены в строй два генератора мощностью по 250 МВт. В результате Азиатского финансового кризиса 1997 года строительство второй очереди гидроэлектростанции было заморожено. Электростанция и её сооружения были построены под землей, чтобы сохранить природу и пейзажи местности. Во время строительства в результате взрывных работ было много пыли, которая оказывала негативное влияние на экологию региона.

## Проектирование и эксплуатация
Плотина Лам-Тахонг представляет собой крупное гидротехническое земляное сооружение длиной 251 метров, высотой — 40,3 метра от уровня земли. Плотина позволила создать резервуар для воды емкостью 310 000 000 кубических метров. Верхний резервуар расположен на расстоянии 6,8 км. к юго-западу от главной плотины на вершине холма. Верхний резервуар создан асфальтовой прокладкой длиной 2170 метров и высотой 50 метров. Его объем составляет 10 300 000 куб м., а площадь поверхности — 0,34 кв. км. Электростанция представляет собой тип перекачиваемого накопителя воды и содержит два реверсивных насосных генератора мощностью по 250 МВт. каждый. Вода сначала закачивается в верхний резервуар, а затем в часы пикового спроса отправляется обратно на электростанцию для производства электроэнергии. Этот процесс повторяется ежедневно. Электростанция соединена с верхним резервуаром с помощью двух водоводов длинами 650 метров и по 6 метров в диаметре. Вода, возвращаемая с электростанции, проходит через два водовода длиной 1430 метров и шириной по 6,8 метров.
В сентябре 2014 года кампания EGAT заключил контракт с кампанией Voith Hydro на сумму 64,3 млн. долл. США на поставку электромеханического оборудования для модернизации генерирующих мощностей электростанции. Расширение позволит удвоить мощность гидроэлектростанции более, чем в два раза. По завершении строительства общая мощность установки составит 1000 МВт. от двух блоков мощностью по 500 МВт. каждый. Строительство объектов будет завершено в 2018 году.